# Nagy-Lengyelország konyhája
Nagy-Lengyelország konyhája (lengyelül: Kuchnia wielkopolska) egy történelmi régióban kialakult, helyi sajátosságokkal rendelkező konyha Lengyelországban.

## Története

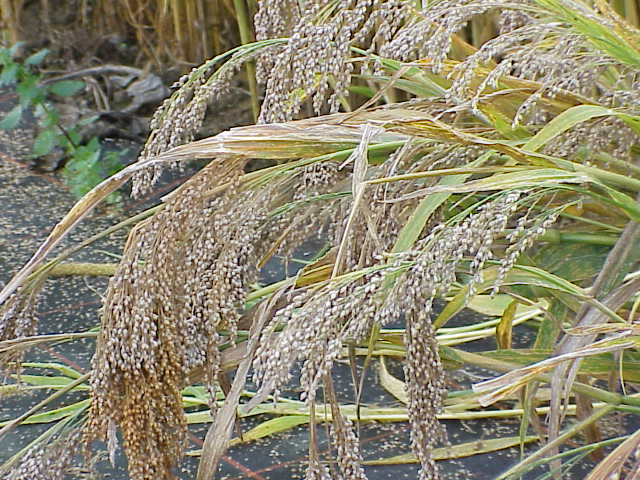
Köles, a középkor fő tápláléka

A mai Nagy-Lengyelország területén élt emberek legfontosabb tápláléka az őskorban a búza, a köles és az árpa volt. E gabonafélék termesztése i. e. 2500 körül kezdődött. Később, a 8. századtól a rozs is a fontos élelmiszer-alapanyagok közé került.
A korai középkorban kezdődött a hüvelyesek, a len- és másféle olajos magvak termesztése, és ugyanebben az időben lett meghatározó a szarvasmarha, a sertés és a juh tenyésztése az addig jellemző vadászattal szemben. A 11. századtól további zöldségfélék felhasználásával gazdagodott a térség konyhája, különösen az uborka, a tök, a fokhagyma, a káposzta, a fehér- és sárgarépa, valamint a paszternák vált kedvelté. Az első Lengyel Köztársaság, a felvirágzás korától (1572–1697) az ország három felosztásáig (1772-1795) terjedő időben nőtt a vadhús, a baromfi, a marha- és sertéshús fogyasztása, s fontos szerepe volt a méznek, a vodkának és a hígított sörnek. A fűszerek természetesen a régi lengyel konyhának is nélkülözhetetlen elemei voltak, leginkább fokhagyma, vöröshagyma, petrezselyem, babérlevél, sáfrány, mazsola, fekete bors, gyömbér, fahéj, szerecsendió és citrom került a fazekakba az alapanyagok mellé.
Nagy-Lengyelország konyhájának mai képét a 19. század alakította ki, amikor is széles körben kezdték termeszteni és fogyasztani a burgonyát. Ennek az erős kulináris hatásnak köszönhetően a nagy-lengyelországi konyha egyértelműen megkülönböztethetővé vált más lengyel régiók konyhájától, s kialakult egy karakteres, sajátos ízvilág, a „poznańi gyomor”. A legfontosabb étel-alapanyag a burgonya és a liszt lett, a hús- és halfogyasztás pedig visszaszorult. A szegényebb házaknál húst (vagy chabast) csak az ünnepek vagy a disznóvágás alkalmával fogyasztottak. A kispolgárság és a proletariátus napi étrendének alapját így a burgonya, a lisztes és tésztás ételek, a gabonafélék, a savanyú káposzta, a kenyér, a hering és a szalonna adta. A legszegényebb munkások menüje főleg burgonyát és káposztát tartalmazott.
A Porosz Királyság által megszállt országrészben a jobbágyfelszabadítást (1864) követően megnőtt a paraszti háztartások élelmiszer-termelő képessége. Ez hamarosan odavezetett, hogy a parasztság már nem csak saját szükségletre, hanem piacra is tudott termelni. Ennek eredményeként aztán a falu is megnyílt az újdonságok előtt, többek között új kulináris hatások érték. Az asztallal kapcsolatos termékek, ételek és szokások így lassan faluhelyen is változni kezdtek.
Összefoglalva, a bécsi kongresszus (1815) által örök időkre szétszakítani kívánt országrészek között nagy különbségek alakultak ki a gasztronómiában, ami mind az ételek elnevezésében, mind a főzési folyamat különbözőségeiben még ma is érzékelhető. A nagy-lengyelországi konyha fejlődésében számos tényező hatott. Első helyen magát a fokozatosan elhaló, visszaszoruló lengyel tradicionális konyhát kell említeni, majd a német gasztronómia nagyon erős hatását, aztán pedig az erős francia és a kisebb jelentőségű zsidó hatást. A német konyhából különösen az osztrák (bécsi szelet, kotlett, hal), az északi rész (az angol ihletésű hátszín-, marha- és báránysült, Worcester-szósz, speciális fűszerek) és a központi, porosz terület (nehéz sültek, pecsenyék, rántott húsok) hatásai voltak jelentősek.

## Jellemző ételek
A Wielkopolska konyha jellegzetes ételei:

### Levesek

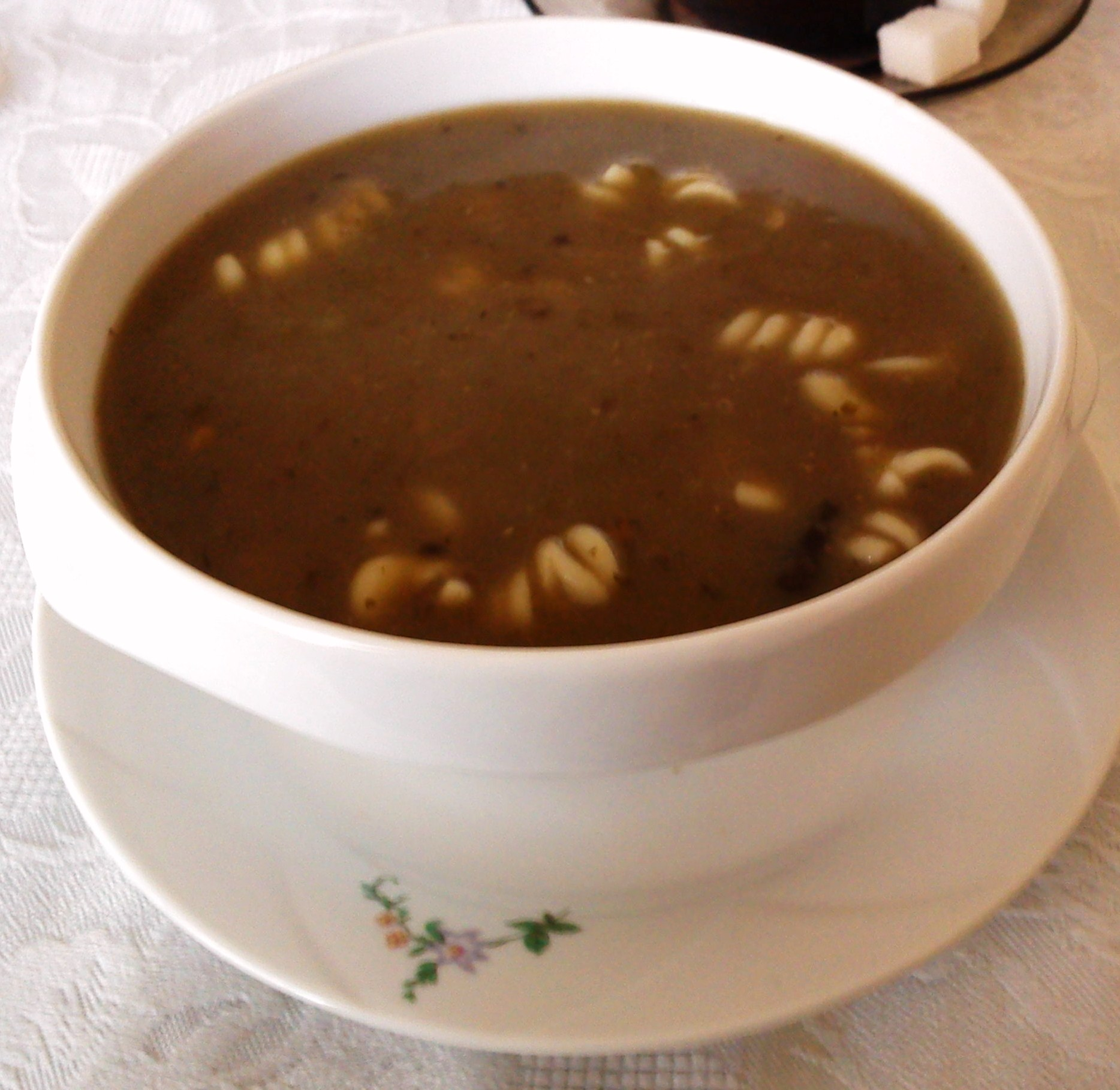
Vérleves

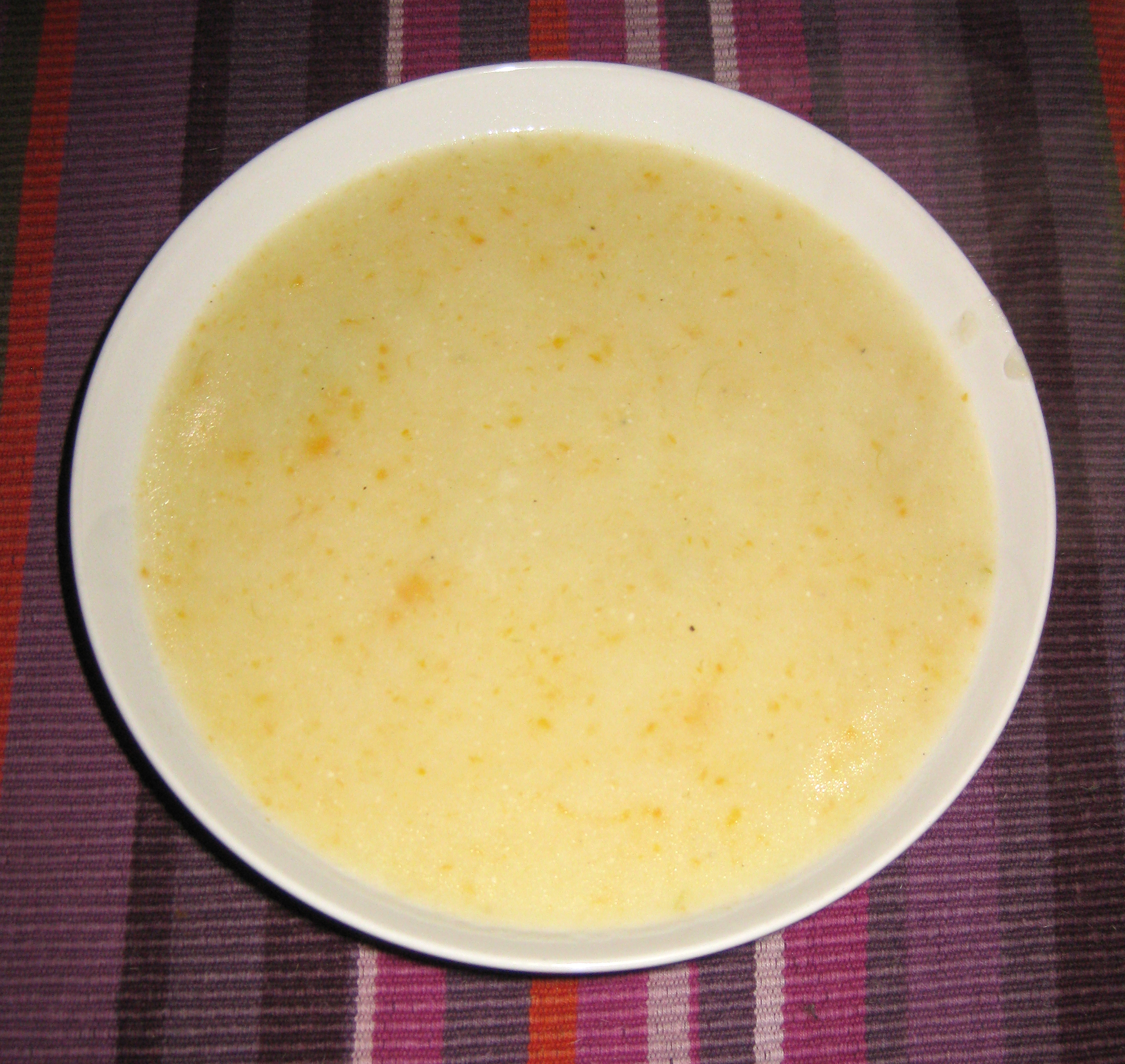
Főttburgonya-leves

- Főttburgonya-leves (ślepe rybyl, rzadkie pyrki, ruks, ruksa) – aranyszínű zsömlével felszolgált sűrű tejes, tejszínes vagy írós leves szalonnával, újabban húsbetéttel is.
- Tyúkhúsleves (rosół z kury) – ünnepi és vasárnapi étek régebben borsóval, babbal, pirított kenyérkockákkal vagy grízgombóccal gazdagítva, újabban tésztával vagy nudlival.
- Vérleves, fekete leves (czernina, czarnina, czarna polewka, czarna zalewajka) – korábban liba, napjainkban kacsa véréből készülő sötét színű leves.
- Véreshurka-leves (kiszczonka) – a véres hurka kifőzése után visszamaradt víz, továbbá liszt, tej és fűszerek felhasználásával készülő leves.
- Kelkáposztaleves (parzybroda) – gyakran a magyar kelkáposztaleveshez hasonlóan majoránnával, köménnyel és főtt burgonyával készül, de rántás nélkül.
- Eintopf – a gulyáshoz hasonló sűrű zöldségleves, illetve egytálétel szalonnával, rizs- vagy darabetéttel.
- Rumpuć – az eintopf egyik fajtája, mely alaplé, káposzta, hagyma, sárgarépa és burgonya felhasználásával, esetenként alma vagy paradicsompüré hozzáadásával készül.
- Tökleves (korbolowa) – tök, tej és petrezselyemzöld felhasználásával készülő, szegfűszeggel, korianderrel, majoránnával, fokhagymával, fehér és fekete borssal gazdagon fűszerezett leves.

### Tészták, gombócok

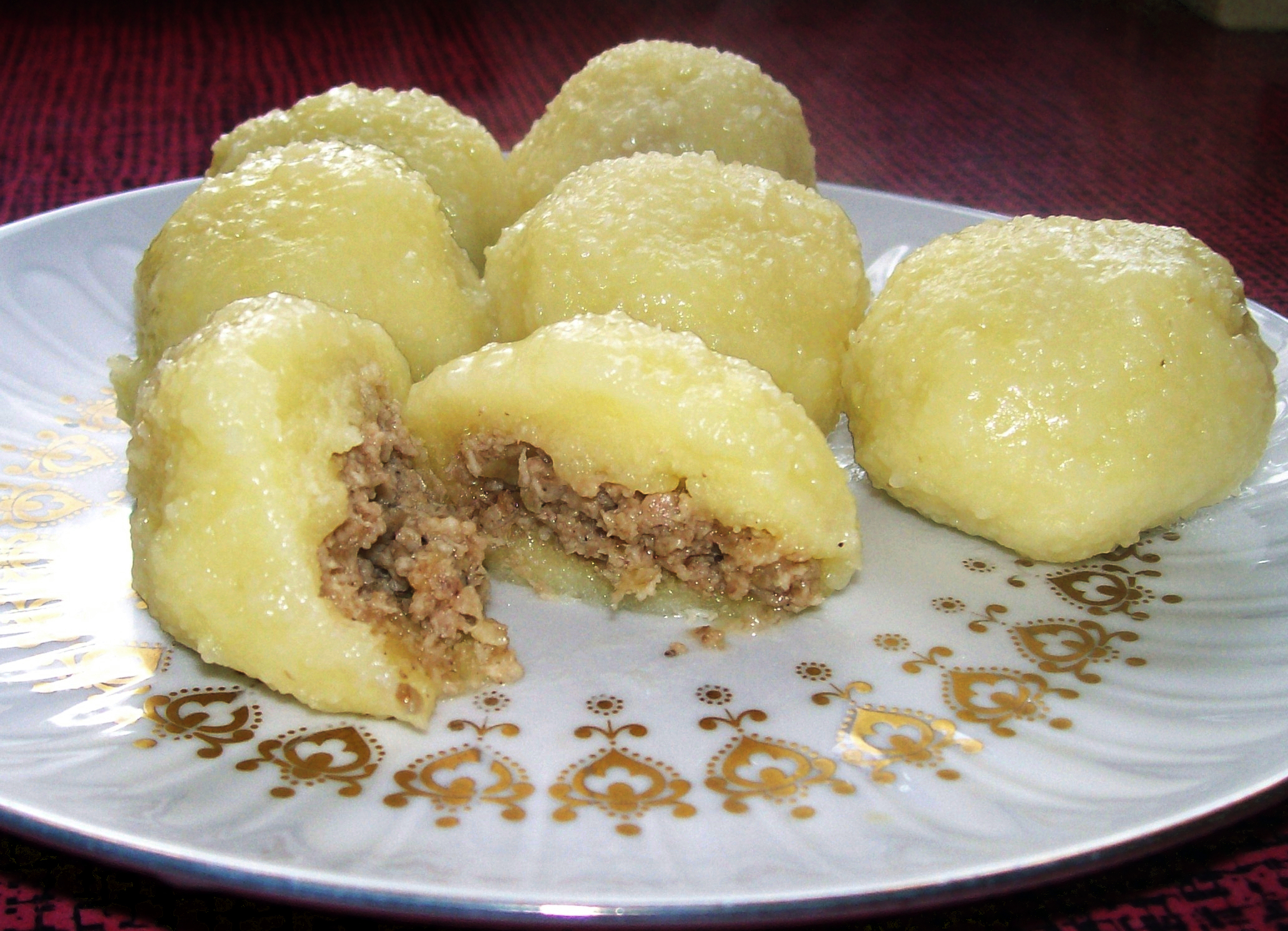
Húsos gombóc

- Nudli (kluszki, kulochy) – nyers vagy főtt burgonyából, lisztből, tojásból készített burgonyametélt.
- Szürke nudli (szare kluszki, szare kluchy, przecieruchy) – reszelt nyers burgonyából készülő, jellegzetesen szürkés színű metélt, melyet apróra vágott sült hagymával és szalonnával, vagy savanyú káposztával ízesítenek.
- Gombóc (pyzy drożdżowe, kluchy na łachu) – búzaliszt, élesztő, tej, vaj, tojás felhasználásával készülő, édesen (lekvár, gyümölcs) vagy sósan (hús, szószok) felszolgált főtt tésztaféleség.
- Töltött burgonyagombóc (pyzy ziemniaczane) – burgonyából készített gombóc darált hússal töltve.
- Burgonyás tócsni (placki ziemniaczane, plendze) – burgonyából készülő sült tészta (tócsni) sóval vagy cukorral megszórva.
- Mákos guba (makówki, makiełki) – jellegzetes lengyel édesség, főképp Szenteste fogyasztják. Tejbe áztatott kenyérből készül, mákkal és mazsolával ízesítik.
- Burgonyapüré (ziemniaki dukane).
- Héjában főtt-sült burgonya (ziemniaki w mundurkach) – hámozás nélkül felhasznált burgonya sülve vagy főzve, különféle fűszerezettséggel.
- Tört burgonya (pyry deptane) – pürészerűen tört főtt burgonya finomra vágott sült szalonnával és sült hagymával.

### Tojásos ételek, tejtermékek
- Lisztes rántotta (jajecznica z mąką, klepka) – liszttel és tejjel felvert tojásból sütött rántotta.
- Savanyú tojás, buggyantott tojás (kwaśne jaja, perduty) – ecetes vízben, héj nélkül főzött tojás savanyú mártással.
- Tejfölös túró (gzik, gzika) – önmagában vagy főtt burgonyával fogyasztott étel, melyet ízlés szerint nyers hagymával, retekkel, kaporral vagy főtt tojással ízesítenek.
- Kosek – szárított gomółka sajt sózva, fűszerköménnyel ízesítve.
- Sült sajt (ser smażony, hauskyjza).

### Húsok

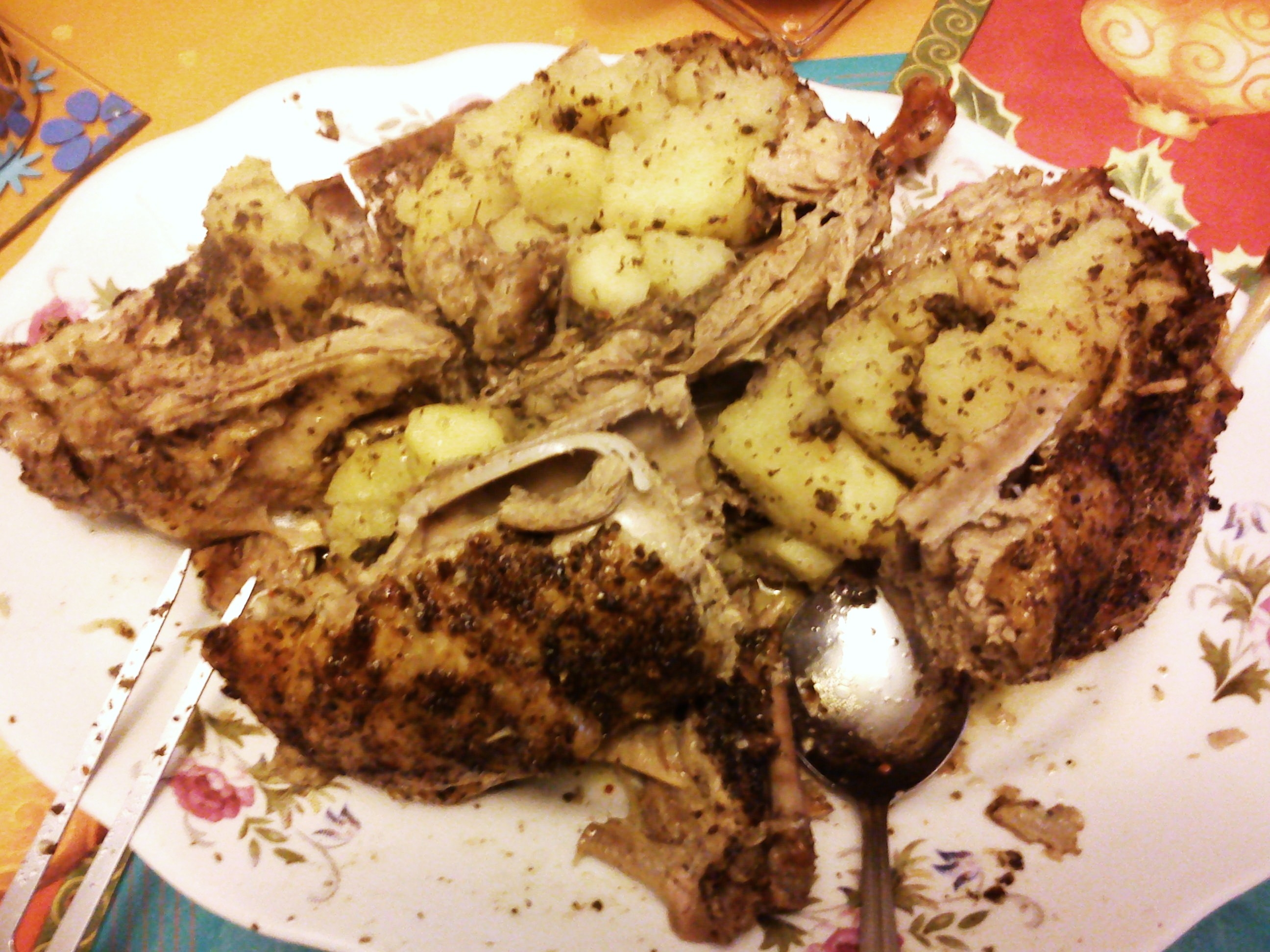
Almával töltött kacsapecsenye

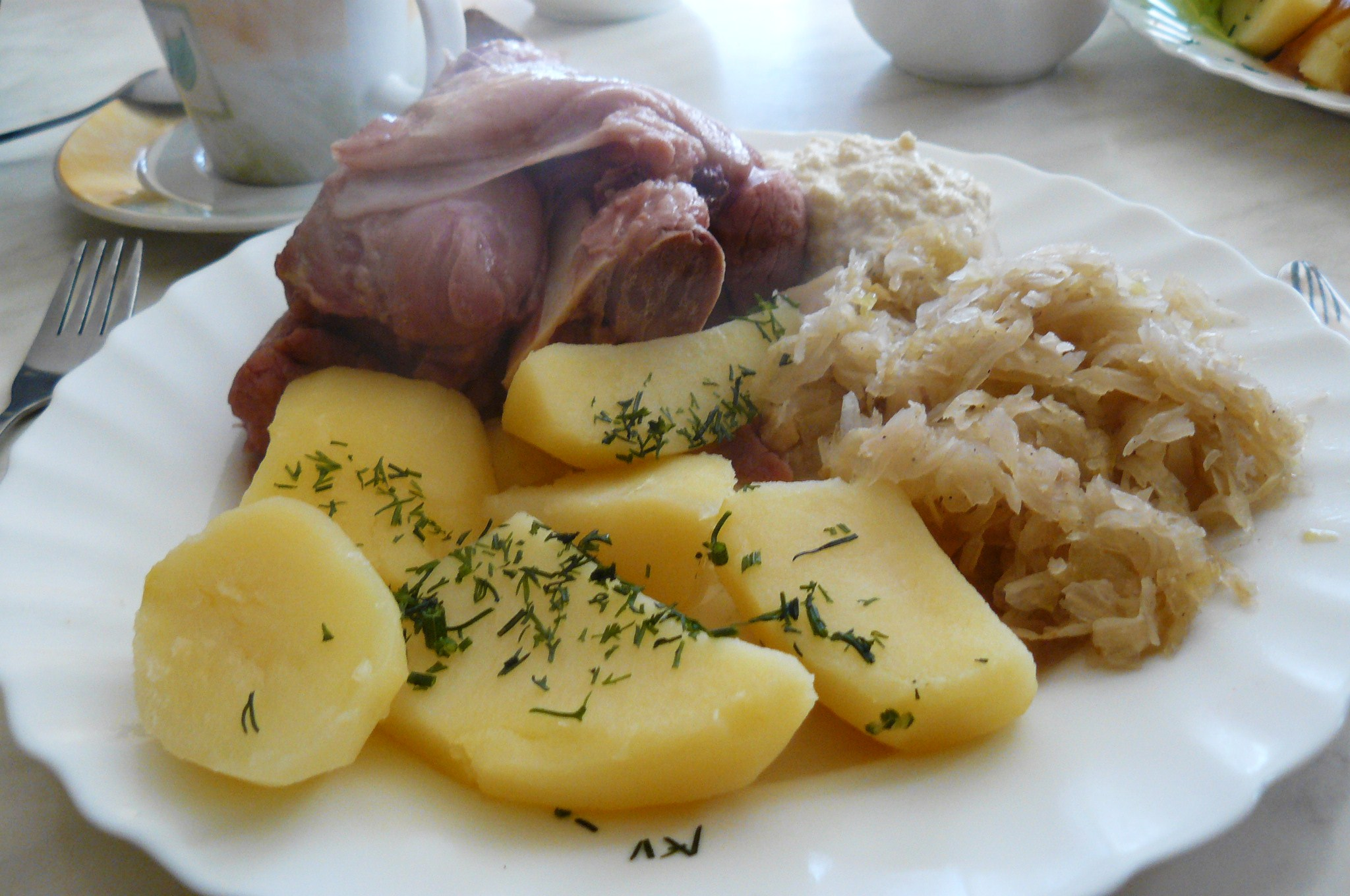
Csülök savanyú káposztával

- Galart-zselé (galart, galat, trzesionka, zimne nóżki) – húsból készült kocsonyás zselé.
- Sertéssült (smażonka wieprzowa) – kockára vágott sertés hús hagymával, borssal pirítva.
- Disznósajt (salceson) – főtt sertés-, marha- vagy borjúhús, belsőségek, vér, zsír és fűszerek hozzáadásával készülő húsétel, melynek a felhasznált alapanyagok szerint számos fajtája ismert.
- Csülök borsóval és savanyú káposztával (golonka z grochem i kiszoną kapust).
- Sertéskaraj aszalt szilvával (schab z suszonymi śliwkami).
- Kacsapecsenye almával, vörös káposztával és burgonyagombóccal (pieczona kaczka z jabłkami, modrą kapustą i pyzami).

### Zöldségek
- Vöröshagyma (gaty cebulowe) – alaplében vagy fehérborban párolt, sült gombával, zöldségekkel töltött hagyma.
- Káposzta gombával vagy borsóval (kapusta z grzybami lub grochem) – savanyú káposzta gombával, borsóval, pirított hagymával, cukorral és borssal ízesítve, hagyományos karácsonyi étel.

### Sütemények

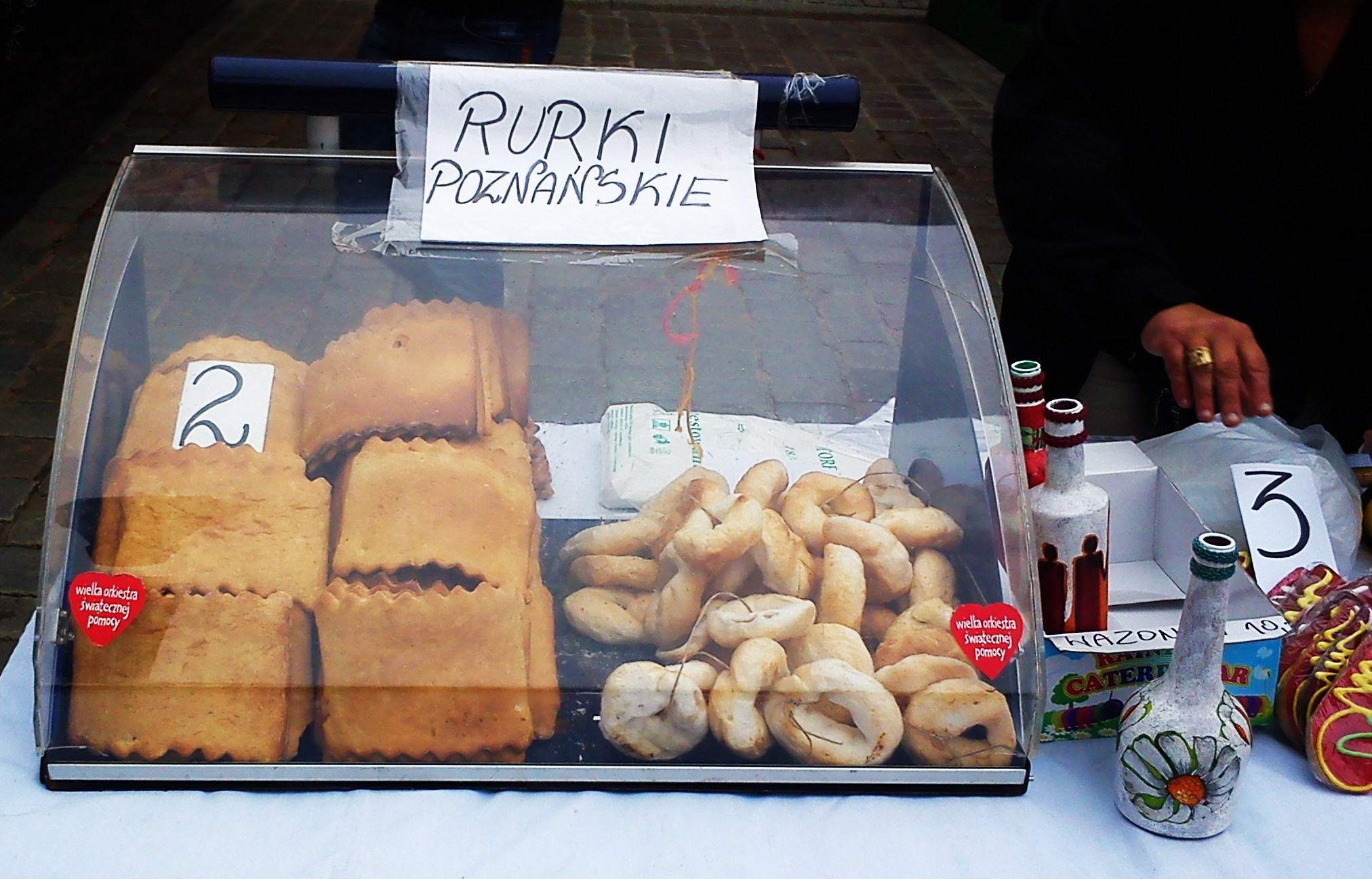
Poznańi mézeskalács

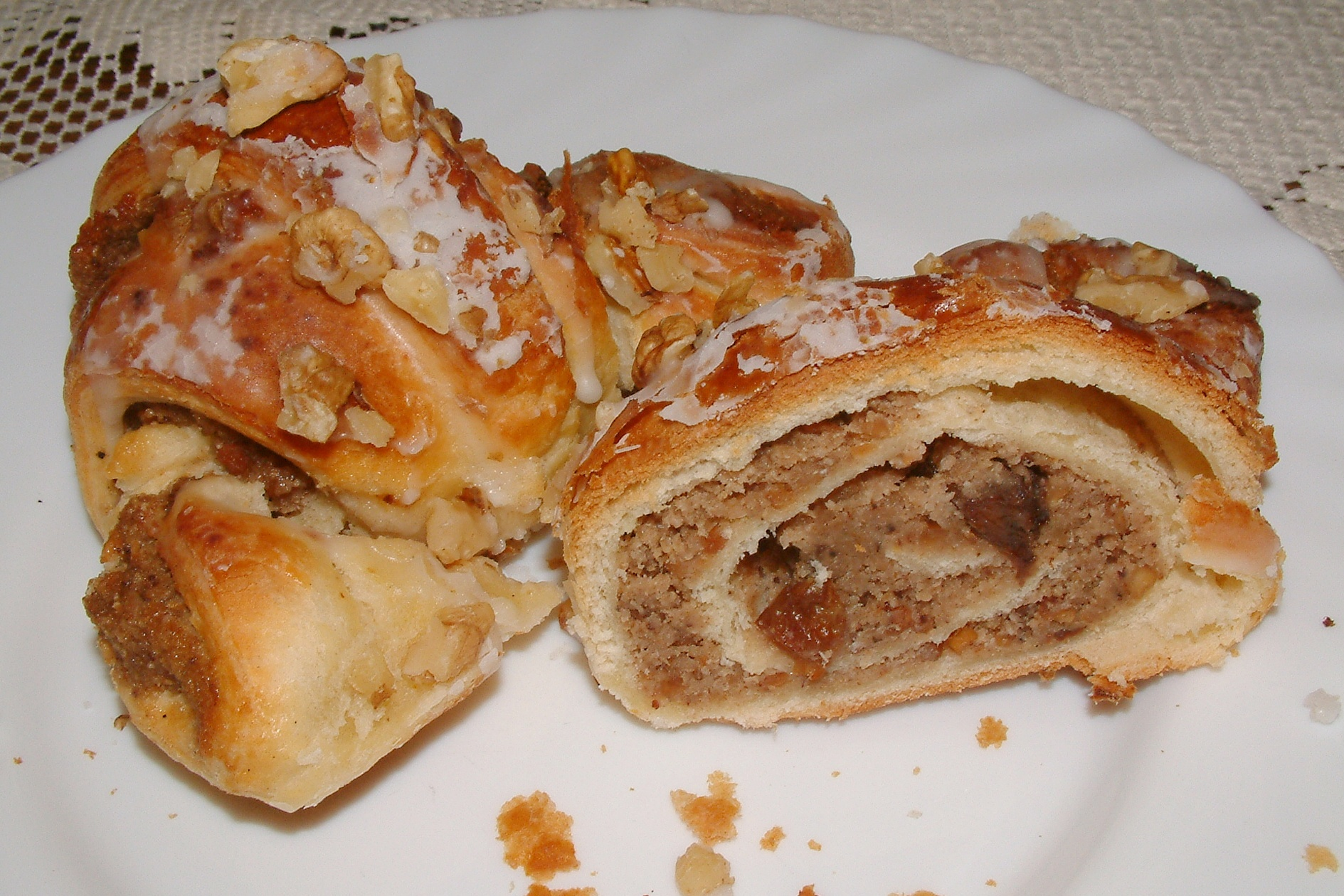
Szent Tamás kifli

- Poznańi kuglóf (babka poznańska) – burgonya- és búzaliszt felhasználásával készülő, citrommal és cukorral ízesített kalácsféle.
- Faworki (chrust, chruścik, chruściki) – a magyar csörögefánkhoz hasonló, ropogósra sütött tésztaféleség, mely liszt, vaj vagy tej, tojás, cukor és finomszesz vagy ecet felhasználásával készül.
- Poznańi Szent Márton kifli (rogal świętomarciński) – leveles tésztából készülő patkó alakú kifli, melyet fehér mákkal, cukorral, esetenként dióval, mandulával, mazsolával, kandírozott gyümölcsökkel töltenek. November 11-én, Tours-i Szent Márton napján fogyasztották.
- Drożdżówka (szneka z glancem) – élesztővel kelesztett, túróval, mákkal, pudinggal, fekete áfonyával töltött péksütemény.
- Poznańi mézeskalács (rura) – sötét- vagy világosbarna színű, alkalmanként színes mázzal bevont, négyzet alakú, csipkézett szélű sült mézeskalács, melyet hagyományosan Mindenszentek napján a temetőknél árusítottak.

### Italok
- Bodzalé (hyćki) – fekete bodzából előállított ivólé.
- Kompót (kompot) – aszalt vagy friss gyümölcsökből (mazsola, alma, körte, szilva) cukorral, szegfűszeggel készített karácsonyi ital.

## Lásd még
- Lengyel konyhaművészet
- A lengyel konyhaművészet története

## Fordítás
- Ez a szócikk részben vagy egészben a Kuchnia wielkopolska című lengyel Wikipédia-szócikk ezen változatának fordításán alapul.  Az eredeti cikk szerkesztőit annak laptörténete sorolja fel. Ez a jelzés csupán a megfogalmazás eredetét és a szerzői jogokat jelzi, nem szolgál a cikkben szereplő információk forrásmegjelöléseként.